# 李皋 (1900年)
李皋（1900年—1950年6月23日），廣西省蒼梧縣人，原任第四軍區司令部第四砲艇隊舞鳳艇中尉艇長，1949年10月14日，廣州轉進時航路遭截斷，李皋率領全艇官兵於10月22日到廣州將艦艇交與解放軍，1950年5月萬山群島戰役時，擔任桂山艦引水，5月25日進犯萬山，被南山衛永定艦俘虜，海軍司令部軍法審判以投敵判處極刑，1950年6月23日槍決。